# ماما (فلم)
ماما (بالإنجليزية: Mama)هو فيلم فنتازيا و‌رعب خارق للطبيعة إسباني - كندي من إخراج وكتابة أندي موشيتي سنة 2013، ومن بطولة جيسيكا شاستاين ونيكولاي كوستر والداو وميجان تشاربينتير وإيزابيل نيلسي ودانيال كاش وخافيير بوتيت.
عُرض الفيلم في دور العرض في 18 يناير 2013 بواسطة يونيفرسال بيكشرز. تلقى الفيلم مراجعات إيجابية عمومًا من النقاد، حيث أشاد الكثيرون بالأداء، مع انتقادات للحبكة والكتابة. حقق الفيلم نجاحًا في شباك التذاكر، حيث بلغ إجمالي أرباحه 146 مليون دولار، مقابل ميزانية قدرها 15 مليون دولار.

## القصة
تدور قصة الفيلم حول طفلتين فكتوريا وليلي، أختان يبلغ عمرهما 3 سنوات وسنة واحدة، وقعتا ضحية حادثة سير رفقة أبيهما الذي قتل للتو زوجته لظروف غامضة في بيتهما. نجا الكل من حادث السيارة وخرجوا أحياءا ومشوا في الغابة بضع لحظات حتى وقعت أعينهم على منزل خشبي مهجور مهدم. هناك قرر الآب جييف وضع حد لحياة إبنته الكبيرة فيكتوريا ظهر شيء غريب أخد الأب وقتله.
خمس سنوات من بعد عثر على الطفلتين في نفس الكوخ وأخذا إلى المدينة للعيش مع عمهما لوكس وصديقته أنابيل، مصطحبين معهم ذلك الكائن الغريب المعروف باسم ماما.

## الحبكة
قتل السمسار جيفري ديسانج في حالة ذهول بعد أن فقد ثروته في الأزمة المالية لعام 2008، زملائه وزوجته المنفصلة قبل أن يأخذ ابنتيه الصغيرتين فيكتوريا البالغة من العمر 3 سنوات وليلي البالغة من العمر عامًا واحدًا بعيدًا عن المنزل. يفقد جيفري السيطرة في أثناء القيادة بسرعة شديد الْخَطَر على طريق ثلجي، وتنزلق السيارة أسفل الجبل وتتحطم في الغابة محطمة زجاج فيكتوريا. بعد أن نجا من الاصطدام، أخذ الطفلتين إلى كوخ مهجور. يخطط لقتل بناته ثم نفسه، يستعد لإطلاق النار على فيكتوريا لكنه هوجم وقُتل على يد كيان مجهول.
بعد خمس سنوات، عثر فريق إنقاذ، برعاية لوكاس شقيق جيفري التوأم، على فيكتوريا وليلي في المقصورة، حيٌّان يُرزَقان ولكن في حالة وحشية بعد سنوات من العزلة. وُضعت الفتيات في عيادة رعاية تحت إشراف الدكتور جيرالد دريفوس. يشيرون إلى «ماما»، شخصية غامضة حامية للأم. كانت الفتيات مبدئيًل معاديات للوكاس، لكن فيكتوريا تعرفت إليه بعد أن أعطاها زوجًا من النظارات وتمكنت من الرؤية بشكل صحيح. يوافق دريفوس على دعم دعوى حضانة لوكاس وصديقته أنابيل ضد العمة الكبرى للأم، جان بودولسكي، مادام يُسمح لدريفوس بمراقبة تقدم الفتيات. تتأقلم فيكتوريا بسرعة مع الحياة المنزلية بينما تحتفظ ليلي بالكثير من سلوكها الوحشي.
تعرضت لوكاس للهجوم من قبل ماما ودخلت في غيبوبة، تاركة أنابيل لتعتني بالفتيات وحدها. مع أنّ أنها ترددت في البداية، إلا أنها أحرزت تقدمًا مع فيكتوريا، لكن ليلي لا تزل عدائية. تزعجها كوابيس ترى فيها امرأة غريبة وتحذير فيكتوريا من غيرة ماما، تطلب أنابيل من دريفوس إجراء مزيد من التحقيق. تسلط بحوث دريفوس الضوء على قصة إيديث برينان، مريضة اختلال عقلي التي توفيت في القرن التاسع عشر. يستعيد صندوقًا من مستودع حكومي يحتوي على رفات طفل.
حلمت أنابيل حلمًا يكشف ماضي ماما. عندما أُرسال إديث برينان (ماما) إلى المصح، أُخذ طفلها منها وإعطائه للراهبات. هربت من المصحة وطعنت راهبة وأخذت طفلها. هربت إيديث من مطارديها، قفزت من على منحدر، ولكن قبل أن تصطدم بالمياه بالأسفل، اصطدمت هي والطفل بفرع شجرة كبير. غرقت إديث، لكن جسد الطفلة عُلق على الغصن ولم يسقط معها في الماء. تدرك أنابيل أن ماما لم تدرك بعد أن طفلها قد علق على الشجرة، ولا تفهم سبب عدم وجود طفلها معها في الماء. بحث شبح إيديث المضطرب في الغابة عن طفلها لسنوات حتى اكتشفت فيكتوريا وليلي وأخذتهما كبديلتان.
يستعيد لوكاس وعيه بعد أن أخبرته رؤية توأمه المتوفى أن يذهب إلى الكابينة لإنقاذ بناته. إن قرب فيكتوريا المتزايد من أنابيل يجعلها أقل استعدادًا للعب مع ماما، على عكس ليلي. دريفوس يزور المقصورة وتقتله ماما. أنابيل تأخذ ملف قضية دريفوس إلى ماما، بما في ذلك جثة طفلها. تتعرض أنابيل والفتاتان للهجوم من قبل ماما الغيورة التي تقتل العمة جان وتستخدم جسدها للتستحوذ على الأطفال. تجد أنابيل ولوكاس الأطفال على الجرف نفسه حيث قفزت ماما مع رضيعها حتى وفاتهما قبل أكثر من قرن من الزمان، يستعدان لإعادة تمثيل السقوط المميت مع فيكتوريا وليلي.
عندما تقدم أنابيل لأمها بقايا طفلها، تتعرف ماما إلى طفلها ويتحول مظهرها إلى إنسان لفترة وجيزة. ومع ذلك، عندما حاولت أنابيل ولوكاس توصيل الفتيات إلى بر الأمان، تنادي لها ليلي، تعود ماما إلى شكلها الوحشي وتحاول أخذ الفتيات مرة أخرى. تتمسك أنابيل بفيكتوريا، التي تطلب البقاء مع أنابيل بدلاً من المغادرة مع ماما، وهو ما تقبله ماما. بعد وداع حزين بالدموع، سقطت ماما وليلي على الجرف. تعانق ماما وليلي بسعادة قبل أن تضربا الغصن، فتتحولان إلى وابل من العث. تعانق أنابيل ولوكاس فيكتوريا، التي لاحظت وجود فراشة تهبط على يدها، مشيرة إلى أن ليلي لا تزل روحها موجودة.

## طاقم العمل
- جيسيكا شاستين في دور أنابيل
- نيكولاي كوستر- فالداو في دور لوكاس ديسانج / جيفري ديسانج
- ميجان تشاربينتيير في دور فيكتوريا ديسانج
- مورغان ماكغاري في دور يونغ فيكتوريا
- إيزابيل نيليس في دور ليلي ديسانج
- مايا وسييرا داوي في دور يونغ ليلي
- دانيال كاش في دور الدكتور جيرالد دريفوس
- خافيير بوتيت بدور ماما
- لورا غيتراس وميلينا ماثيوز في دور ماما (صوت)
- هانا تشيزمان بدور الأم الجميلة / إديث برينان
- جين موفات في دور جان بودولسكي
- ديفيد فوكس في دور بيرنسي
- جوليا شانتري في دور نينا
- إيلفا ماي هوفر سكرتيرة
- دومينيك كوزوكريا في دور رون
- ديان جوردون في دور لويز

## الإنتاج
بدأ إنتاج الفيلم في استوديوهات باين وود تورونتو بتاريخ 3 أكتوبر 2011، وأُنتهي منه في 18 ديسمبر 2011، وقد صُور أجزاء من الفيلم في مدينة كيبك. مع أنّ أن الفيلم أٌنتج في كندا، فإنه صُورفي كليفتون فورغ (فيرجينيا). كان من المقرر في البداية أن يعرض الفيلم في أكتوبر 2012، ولكن غُيير الموعد في وقت لاحق لتاريخ 18 يناير 2013، لتجنب التنافس مع فيلم نشاط خارق 4. أدى نجاحه إلى إقناع الاستوديوهات ببدء فتح أفلام الرعب أفلام على مدار العام.

## رد الفعل

### استقبال نقدي
تلقت ماما آراء متباينة من النقاد. وهي حاصلة على نسبة موافقة 64٪ على روتين توماتوز بناءً على 165 تقييمًا، بمتوسط تصنيف 5.93 / 10. صرح الموقع عن نقده: "إذا كنت محبا لأساليب القديمة من تقديم الرعب على الرخيصة، فسيعجبك فيلم ماما "الخلط بين النص المحير والأجهزة مؤامرة مفتعلة"[10].  يعطي ميتاكريتيك الفيلم متوسط درجات مرجح من 57 من 100، بناءً على 35 نقادًا، مما يشير إلى "مراجعات مختلطة أو متوسطة"[11].
استمتع ريتشارد روبر، الذي يكتب لصحيفة شيكاغو سان تايمز، بالفيلم، وأعطاه ثلاث نجوم من أصل أربعة قائلاً: «أفلام مثل ماما هي رحلات مشوقة. نذهب لنخاف ثم نضحك ونخاف ثم نضحك ثم نخاف ثم بعد ذلك مصدوم. بالطبع، هناك دائمًا مؤامرة صغيرة متبقية لتتمة. إنها رحلة سأقوم بها مرة أخرى»[12].  أوين جليبرمان، في مراجعة لـ إنترتاينمنت ويكلي، أعطى الفيلم تقييم ب وقال، ترفع ماما تقريبًا كل واحدة من صور عامل الخوف من الأفلام السابقة: الممرات السوداء المتعفنة التي تنتشر مثل العفن فوق الجدران (يلتقي رينج جدًا مع النفور)؛ النار في عينيها. الشخصيات الجاثمة التي تتزلج وتنقض على غرار «العنكبوت» سيئ السمعة من طارد الأرواح الشريرة الأصلي؛ الطريقة التي ماما، مع ذراعيها مثل المحلاق عازمة الدخان-ظليل، تثير كل من الوحش من الغريبة الأفلام وأيضا، بشكل مضحك، سيئة المزاج- دمية إزعاج القوطية من تيم بيرتون للرسوم المتحركة. لا يوجد شيء أصلي تمامًا في الفيلم، ومع ذلك، يوسع موسكيتي قصته القصيرة الأصلية[13]،  يعرف كيف ينفذ عملية سرقة بحيوية مخيفة. من المفيد أن يكون لديك ممثلة عاطفية مثل جيسيكا شاستاين [14]...
صنف سكوت كورولا محرر أي جي إن الفيلم بـ 7.3 من أصل 10 وكتب، "هذا أول فيلم جيد للمخرج أندريس موسكيتي، وعلى الرغم من بعض العثرات وخيبات الأمل، يمكن أن يكون نذيرًا لأعمال مثيرة للاهتمام قادمة للمخرج[15]."  كتبت هافينغتون بوست : "مع تقديم اسم ديل تورو في المقدمة، توقع أن تكون ماما فيلم الرعب الشتوي المفضل في عام 2013"[16]. وصفت صحيفة فيلادلفيا إنكوايرر الفيلم بأنه "قصة شبح مخيفة بشكل فعال"، مضيفة: ماما مليئة بالإشارات الفنية - الاسترجاع الفني ذات اللون البني الداكن، والأضواء الوامضة، والهمهمة شديد الْخَطَر. والجو طيفي إيجابي. ومن السهل معرفة السبب. ديل تورو بطل:متاهة بان، هناك جانب من الحكاية الخرافية (يبدأ الفيلم حتى ببطاقة العنوان "يحكى أن ذات مرة ...")، مع أطفال في خطر، وحش مشعوذ، ومواجهات على حافة الهاوية[17]. " كتب كانيون نيوز، "إن المخاوف تأتي فعلًا على بعد ميل في الدقيقة وسوف تزعج حتى بعض أصعب رواد السينما[18]." ميك لاسال من هيوستن كرونيكل، "المخرج أندريس موسكيتي متعلم سينمائيًا - في أحد الأمثلة هو يستعير تأثير مصباح كهربائي من هيتشكوك الصورة النافذة الخلفية - وكان لديه المهارة البصرية. الكثير من الفيلم جميل بشكل مدهش[19]."

## إيرادات شباك التذاكر
في الولايات المتحدة، حصل الفيلم على 28402.310 دولارًا أمريكيًا في عطلة نهاية الأسبوع الافتتاحية، حيث ظهر أول مرة في المركز الأول، وعُرض في 2647 من دور العرض السينمائي. اعتبارًا من 4 أبريل 2013، بلغ إجمالي أرباحه 146,428,180 دولارًا أمريكيًا في جميع أنحاء العالم. إضافة إلى ذلك، حصلت جيسيكا شاستاين، للمرة الثانية في حياتها المهنية، على المركزين الأول والثاني في شباك التذاكر بأدوارها في بطولة ماما و30 دقيقة بعد منتصف الليل.

## الجوائز
| الجائزة                    | الفئة                              | الفائز (ون)      | النتيجة | مراجع  |
| -------------------------- | ---------------------------------- | ---------------- | ------- | ------ |
| جائزة زحل                  | أفضل فيلم رعب                      | ماما             | رُشِّح     | [ 18 ] |
| جائزة الفنان الصغير        | أفضل ممثلة شابة في فيلم روائي طويل | ميجان تشاربينتير | رُشِّح     | [ 19 ] |
| جائزة الفنان الصغير        | أفضل ممثلة شابة في فيلم روائي طويل | مورغان ماكغاري   | رُشِّح     | [ 19 ] |
| جائزة الفنان الصغير        | أفضل ممثلة شابة في فيلم روائي طويل | إيزابيل نيلسي    | رُشِّح     | [ 19 ] |
| جوائز إم تي في للأفلام     | أفضل أداء رعب                      | جيسيكا شاستاين   | رُشِّح     | [ 20 ] |
| جوائز خيار الشعب           | فيلم الرعب المفضل                  | ماما             | رُشِّح     | [ 21 ] |
| جوائز العرض الدعائي الذهبي | أفضل رعب                           | ماما             | فوز     | [ 22 ] |
| جوائز العرض الدعائي الذهبي | أفضل رسوميات متحركة                | يونيفرسال بيكشرز | رُشِّح     | [ 23 ] |
| جوائز العرض الدعائي الذهبي | أفضل ملصق رعب                      | يونيفرسال بيكشرز | رُشِّح     | [ 23 ] |

## تتمة
في فبراير 2013، أفيد أن هناك تكملة قيد التشغيل[29]. في يناير 2016، أعلنت شركة يونيفرسال أن الثنائي دينيس ويدماير وكيفين كيفين كولش سيعيدان كتابة الجزء الثاني وتوجيهه[30].  لن يعود شاستين للتتمة[31].

## وصلات خارجية
- ماما على موقع IMDb (الإنجليزية)
- ماما على موقع ميتاكريتيك (الإنجليزية)
- ماما على موقع روتن توميتوز (الإنجليزية)
- ماما على موقع نتفليكس (الإنجليزية)
- ماما على موقع قاعدة بيانات الأفلام العربية
- ماما على موقع ألو سيني (الفرنسية)
- ماما على موقع Turner Classic Movies (الإنجليزية)
- ماما على موقع أول موفي (الإنجليزية)
- ماما على موقع بوكس أوفيس موجو (الإنجليزية)
- ماما على موقع فيلمافينيتي (الإسبانية)